# Henk Hendriksen
H.J. (Henk) Hendriksen (Aalten, 25 januari 1935 – Eindhoven, 2 januari 2019) was een Nederlands politicus van de PvdA.
Hendriksen was hoofdcontroleur-A bij 's Rijks belastingen voor hij in 1976 gedelegeerde werd van het Openbaar Lichaam Agglomeratie Eindhoven dat in dat jaar werd ingesteld. In mei 1980 begon zijn burgemeesterscarrière met zijn benoeming tot burgemeester van Halsteren als opvolger van Antoon Heldens die burgemeester van Gemert werd. In 1988 volgde zijn benoeming in de toenmalige gemeente Cuijk en Sint Agatha. Toen die gemeente in 1994 opging in de veel groter fusiegemeente Cuijk werd hij daarvan de burgemeester wat hij zou blijven tot zijn pensionering in februari 2000.
Dat hield nog niet het einde van zijn burgemeesterschap in want daarna is Hendriksen nog meerdere keren waarnemend burgemeester geweest: Valkenswaard (2000-2001), Haaren (2001), Grave (2002) en Boxmeer (2003). Hij is begin 2019 op 83-jarige leeftijd overleden.